# Hirohito
Hirohito (japonsky 裕仁; 29. dubna 1901, Tokio – 7. ledna 1989) byl 124. japonský císař, který vládl v letech 1926-1989. Po své smrti je v Japonsku znám jako císař Šówa (昭和 天皇, Šówa tennó; Šówa – „zářící mír“ – byl název jeho panovnické éry, který si volí každý císař sám). Mimo Japonsko bývá jmenován Hirohito. Jeho dětské jméno bylo Miči no mija (迪宮), přesněji Miči no mija Hirohito Šinnó (迪宮 裕仁 親王).
Vládl nejdéle ze všech japonských císařů a během jeho vlády došlo v japonské společnosti k obrovským ekonomickým a společenským změnám.

## Mládí
Narodil se v paláci Aojama v Tokiu. Jako prvorozený syn císaře Taišó byl 2. listopadu 1916 ustanoven korunním princem. Dne 29. listopadu 1921 se stal regentem a ujal se vlády místo svého těžce nemocného otce. 
V roce 1922 podnikl šestiměsíční cestu do Velké Británie a dalších evropských zemí (Francie, Itálie, Vatikán, Nizozemsko a Belgie). Stal se tak vůbec prvním japonským vládcem, který kdy vycestoval do zahraničí.

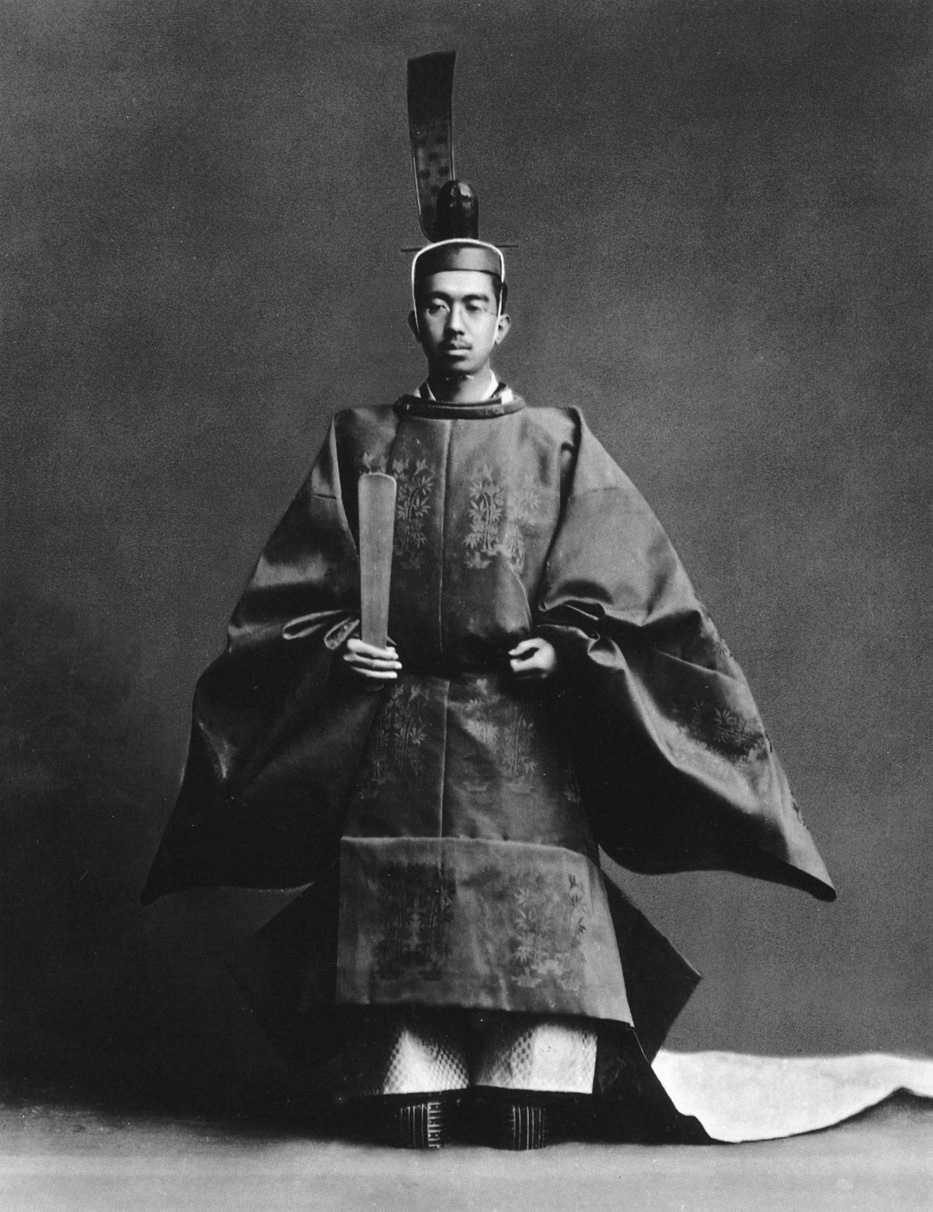
Císař Hirohito v korunovačním rouchu

## Korunovace
25. prosince 1926 zemřel jeho otec, císař Taišó a Hirohito byl 10. listopadu 1928 korunován novým císařem.

## Role ve druhé světové válce
Počátek jeho vlády mezi roky 1928 a 1945 je poznamenám silným postavením japonských armádních kruhů ve vládě. V roce 1932 došlo k faktické ztrátě civilní kontroly nad armádou. Ta ovládla téměř veškerou politickou moc v zemi, začala se připravovat na agresivní válku ve východní Asii a postupně zavlekla Japonsko do druhé světové války. Podle posledních výzkumů vyšlo najevo, že císař byl středem faktického politického dění a události vedoucí k invazi do Číny, následné masakry a vstup Japonska do druhé světové války se děly pod jeho přímou kontrolou nebo s jeho souhlasem. Po svržení atomových bomb na Hirošimu a Nagasaki nechali zastánci kapitulace i fanatického odporu rozhodnutí na císaři. Ten se nakonec rozhodl pro přijetí podmínek Postupimské konference, v rozhlasovém projevu po 15. srpnu seznámil veřejnost s rozhodnutím a 2. září Japonsko kapitulovalo.

## Život po válce
Po válce nikdy nebyl souzen za válečné zločiny, mimo jiné kvůli přesvědčení generála MacArthura, že jeho odsouzení by zcela podkopalo morálku obyvatelstva. Dokonce mu bylo umožněno setrvat na postu císaře i po válce, byl však zbaven veškeré politické moci a zůstala mu pouze ceremoniální role. V roce 1952 chtěl ve svém projevu k příležitosti ukončení nadvlády nad Japonskem americkou armádou vyjádřit lítost nad vypuknutím války, údajně mu to však bylo rozmluveno tehdejším premiérem Šigeru Jošidou.
Hirohito zůstal zbytek svého života aktivní součástí japonské společnosti a je s ním spojováno mnoho rozhodnutí, která bývají spojována s funkcí hlavy státu. Zemřel 7. ledna 1989 na rakovinu. Vlády se ujal jeho syn Akihito, který roku 2019 abdikoval a přenechal trůn svému synovi Naruhitovi. Jak Akihito, tak Naruhito na rozdíl od svého předka veřejně vyjádřili lítost nad rolí Japonska ve druhé světové válce.

## Potomci
- Princezna Šigeko 
(Teru no mija Šigeko Naišinnó; 照宮 成子 内親王), (1925–1961)
- Princezna Sačiko 
(Hisa no mija Sačiko Naišinnó; 久宮 祐子 内親王), (1927–1928)
- Princezna Kazuko 
(Taka no mija Kazuko Naišinnó; 孝宮 和子 内親王), (1929–1989)
- Princezna Acuko 
(Jori no mija Acuko Naišinnó; 順宮 厚子 内親王), (* 1931)
- Císař Akihito 
(Cugu no mija Akihito Šinnó; 継宮 明仁 親王), (* 1933)
- Princ Masahito 
(Hitači no mija Masahito Šinnó;  常陸宮 正仁 親王), (* 1935)
- Princezna Takako 
(Suga no mija Takako Naišinnó; 清宮 貴子 内親王), (* 1939)